# Guillermo Hernández-Cartaya
Guillermo Hernández-Cartaya foi um banqueiro cubano nascido algures em 1932 (o New York Times descreveu-o em 1977 como em sua "mid-fifties"), ele passou 20 anos como banqueiro em Cuba, até que ele emigrou para os Estados Unidos, onde se tornou famoso como um banqueiro sujo e corrupto, líder do World Finance Corporation.